# Бриньоль
Бриньо́ль (фр. Brignoles, окс. Brinhòla) — коммуна на юго-востоке Франции в регионе Прованс — Альпы — Лазурный берег, департамент Вар, округ Бриньоль, кантон Бриньоль.
Площадь коммуны — 70,53 км², население — 14 963 человека (2006) с выраженной тенденцией к росту: 16 454 человека (2012), плотность населения — 233,0 чел/км².

## Географическое положение
Бриньоль расположен в долине реки Карами в 30 км к северу от Тулона и морского побережья. Через город проходит автомагистраль A8 Ницца — Марсель.

## История
Бриньоль впервые упомянут в 558 году в грамоте Хильдеберта I.
Прежде Бриньоль был крепостью и известен в истории по договору, который здесь 19 февраля 1291 года заключили между собою Альфонс III Арагонский и короли французский и неаполитанский.
В Средние века Бриньоль был известен как центр выращивания лучших во Франции слив, но сильный урон этой отрасли был нанесён в конце XVI века, когда во время религиозных войн во Франции от ударов саблями погибли тысячи сливовых деревьев.
К концу XIX — началу XX века промышленность города была довольно развита: кожевенные заводы, шелкопрядильные фабрики, ломки мрамора и кирпичные заводы. Предметами отпускной торговли служили: зерно, вино, водки, ликеры, оливковое масло, апельсины и прочие южные плоды (в особенности известные бриньольские сливы).

## Население
Население коммуны в 2011 году составляло 16 171 человек, а в 2012 году — 16 454 человека.
| 1962 | 1968 | 1975 | 1982  | 1990  | 1999  | 2006  | 2011  | 2012  |
| ---- | ---- | ---- | ----- | ----- | ----- | ----- | ----- | ----- |
| 7479 | 9051 | 9995 | 10412 | 11239 | 12487 | 14963 | 16171 | 16454 |

Динамика населения:

## Экономика
В 2010 году из 10 162 человек трудоспособного возраста (от 15 до 64 лет) 7316 были экономически активными, 2846 — неактивными (показатель активности 72,0 %, в 1999 году — 65,9 %). Из 7316 активных трудоспособных жителей работали 6079 человек (3337 мужчин и 2742 женщины), 1237 числились безработными (568 мужчин и 669 женщин). Среди 2 846 трудоспособных неактивных граждан 818 были учениками либо студентами, 734 — пенсионерами, а ещё 1294 — были неактивны в силу других причин.
На протяжении 2010 года в коммуне числилось 6928 облагаемых налогом домохозяйств, в которых проживало 16 831,0 человек. При этом медиана доходов составила 15 995 евро на одного налогоплательщика.

## Достопримечательности

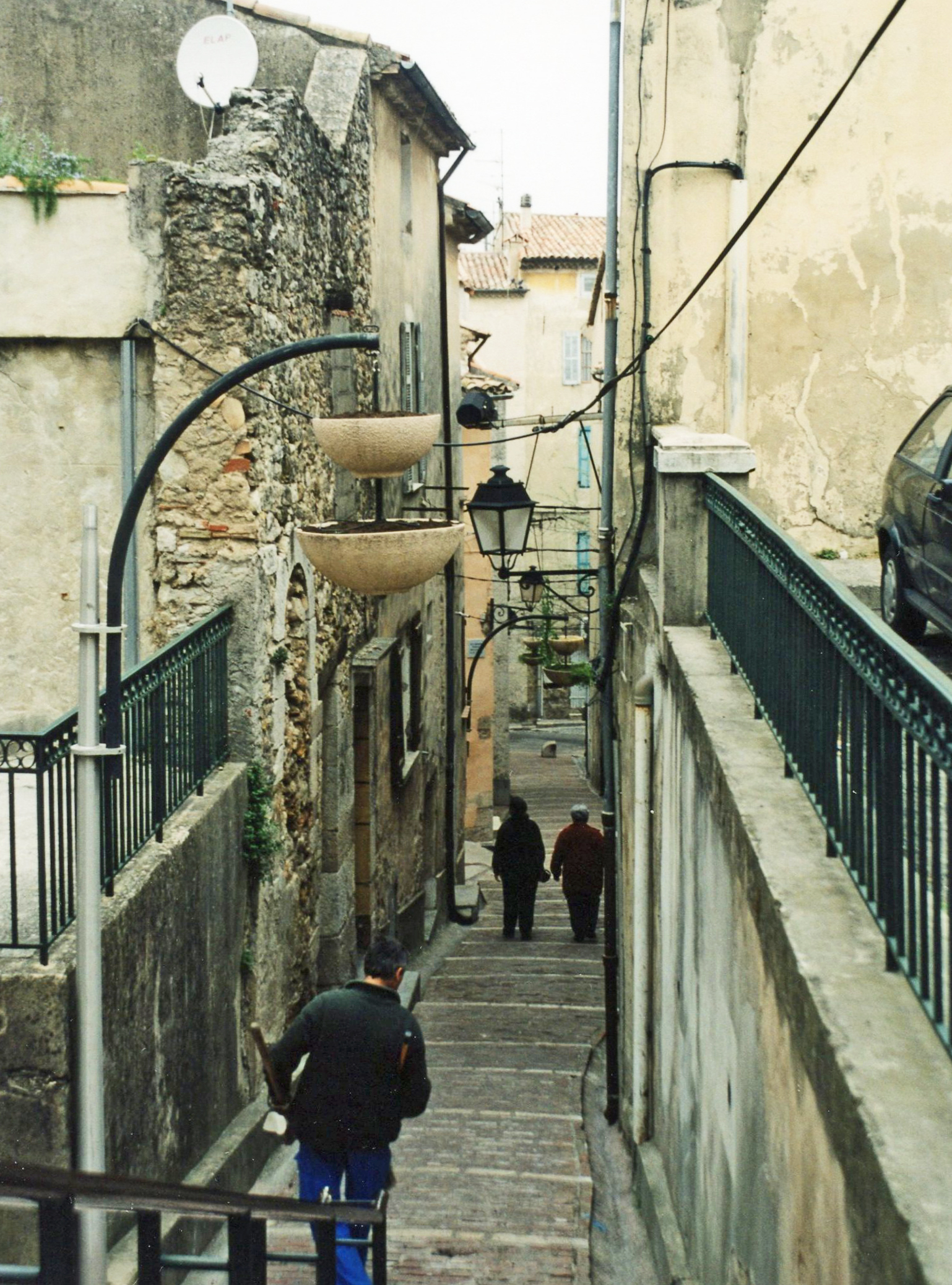
Среденевековые узкие улочки Бриньоля

- Церковь Святого Спасителя (1012—1550)
- Капелла августинцев
- Церковь Богоматери Доброй Надежды (Notre-Dame d’Espérance)
- В 15 км к востоку от Бриньоля расположено знаменитое старинное аббатство Тороне.

## Известные личности
- Альбала, Антуан (1856—1935) — французский писатель и литературный критик.
- Святой Людовик Тулузский скончался в Бриньоле в 1297 году.
- Монье, Жан-Батист (род. 1990) — французский певец и актёр.
- Парросель, Жозеф (1646—1704) — французский живописец и гравер эпохи барокко.